# سيرهي تكاش
سيرهي تكاتش (15 سبتمبر 1952-4 نوفمبر 2018)، والمعروف أيضًا باسم سيرجي تكاتش، كان ضابط شرطة أوكرانيًا من أصل روسي. هو قاتل متسلسل أدين بقتل سبعة وثلاثين امرأة وفتاة في الاتحاد السوفيتي وأوكرانيا لاحقًا بين عامي 1980 و1989. 2005.

## خلفية
ولد سيرهي فيدوروفيتش تكاتش في 15 سبتمبر 1952 في كيسيليوفسك، منطقة كيميروفو، روسيا الاتحادية الاشتراكية السوفياتية، الاتحاد السوفيتي. خدم في الجيش السوفييتي، ووفقًا لجيرانه ادعى أنه كان من قدامى المحاربين في الحرب السوفييتية الأفغانية. عمل تكاتش محققاً في الشرطة في منطقة كيميروفو، حيث أوصى له بالقبول في مدرسة تابعة لوزارة الداخلية حتى تم القبض عليه بتهمة تزوير الأدلة وإجباره على الاستقالة. وبعد ذلك عمل تكاتش في العديد من الوظائف المختلفة قبل أن ينتقل إلى جمهورية أوكرانيا السوفييتية الاشتراكية في عام 1982، حيث بدأ العمل مرة أخرى كمحقق شرطة في منطقة دنيبروبيتروفسك .

## جرائم القتل
في عام 1984، بدأت النساء والفتيات الصغيرات يختفين بشكل ملحوظ في مختلف أنحاء منطقة دنيبروبيتروفسك، ومنطقة خاركوف، ومنطقة زابوريزهيا، وشبه جزيرة القرم في شرق أوكرانيا، بالقرب من المكان الذي كان يعيش ويعمل فيه تكاتش. كان يستهدف الضحايا الإناث، الذين تتراوح أعمارهم بين 8 و18 عامًا، حيث يتم اغتصابهم وخنقهم وانتهاكهم جنسياً بعد الموت. استخدم تكاتش معرفته بإجراءات التحقيق الجنائي لتضليل رجال الشرطة الآخرين الذين يحققون في جرائم القتل التي ارتكبها، مثل اختيار الضحايا بالقرب من خطوط السكك الحديدية التي تم معالجتها مؤخرًا بالقطران لتشتيت انتباه الكلاب البوليسية عن رائحته.

## الاعتقال والإدانة والسجن
وفي أغسطس/آب 2005، حضر تكاتش جنازة أحد ضحاياه. وزعم الأطفال الحاضرون أيضًا أنهم رأوه مع الضحية قبل وفاتها بفترة وجيزة. تم القبض عليه في منزله في بولوهي واعترف بجرائمه، مدعيًا أنه قتل أكثر من 100 شخص حتى إلقاء القبض عليه، وطالب بعقوبة الإعدام .  في عام 2008، وبعد محاكمة استمرت عامًا، حُكم على تكاتش بالسجن مدى الحياة بتهمة قتل سبعة وثلاثين امرأة وفتاة على مدار أكثر من عقدين من الزمن.
على مر السنين، سُجن خمسة عشر رجلاً ظلماً بسبب بعض جرائم القتل التي أدين بها تكاتش، وانتحر أحدهم، ولم يُفرج عن آخر حتى مارس 2012.
كشف فيلم وثائقي على شبكة نتفليكس عام 2018 بعنوان "داخل أصعب سجون العالم" أن تكاتش أنجب طفلاً أثناء وجوده في السجن مع امرأة في العشرينيات من عمرها أصبحت معجبة به بعد قراءة مقابلة في وسائل الإعلام. وتزوجت في عام 2015 من تكاتش، الذي سُمح له بالزيارات الزوجية وفقًا لأحكام حقوق الإنسان.

## موت
توفي تكاتش في سجن رقم 8 في جيتومير ، منطقة جيتومير، حيث كان يقضي عقوبته، في 4 نوفمبر 2018. وكان سبب الوفاة قصور في القلب. تم دفن تكاتش في 7 نوفمبر من قبل موظفي السجن حيث لم يطالب أي من أقاربه بجثته.